# Disciplinarmiddel
Et disciplinarmiddel er en formel ansættelsesretlig militær sanktion, som tildeles af kommandosystemet for mindre forseelser og som er mindre streng end en straf. Disciplinarmidler kan fx bestå i en påtale eller i arbejde (øvelse) undenfor normal tjenestetid. Disciplinarmidler kan ud over deres umiddelbare sanktion have betydning ved forfremmelser, tildeling af hæder og ved bedømmelse i forbindelse med ansøgning om anden tjeneste.
I Danmark reguleres disciplinarmidler af Militær disciplinarlov.